# Jenna Gray
Pour les articles homonymes, voir Gray.
Jenna Camille Gray, née le 28 février 1998 à Shawnee aux États-Unis, est une joueuse internationale américaine de volley-ball évoluant au poste de passeuse.

## Biographie

### Carrière
Originaire de l'État du Kansas, elle commence à jouer au volley-ball dans des tournois scolaires locaux avec l'équipe de la St. James Academy. Elle prend part ensuite au championnat NCAA de 2016 à 2019 avec l'équipe de Stanford University (en), avec laquelle elle atteint la Finale à quatre chaque saison, remportant également trois titres nationaux ainsi que de nombreux prix individuels,.
En 2020, elle signe son premier contrat professionnel avec le Dresdner SC, équipe du championnat allemand, avec laquelle elle remporte la 1. Bundesliga en 2021, ainsi que la Supercoupe nationale, également en 2021. 
Lors de l'intersaison 2022, elle rejoint la Ligue A française en s'engageant avec le RC Cannes. Avec le Racing, elle s'incline en finale de la Coupe de France 2023 face à Béziers.
En 2023, elle est recrutée par le Minas Tênis Clube, équipe de Superliga Série A brésilienne.

### Équipe nationale américaine
Elle intègre l'équipe des États-Unis lors de la saison internationale 2021, année où la sélection prend la 4e place du championnat d'Amérique du Nord. Deux ans plus tard, elle termine à la 3e place de la Coupe panaméricaine 2023 et remporte également le NORCECA Final Six féminin (it). En 2024, elle est finaliste de la Coupe panaméricaine, défait par l'Argentine.

## Clubs
- Dresdner SC (2020–2022)
- RC Cannes (2022–2023)
- Minas Tênis Clube (2023–2025)
- Osasco VC (2025–)

## Palmarès

### Universitaire
- Championnat NCAA (3) :
  - Vainqueur en 2016, 2018, 2019.

### Club
en Allemagne
- Championnat d'Allemagne (1) :
  - Vainqueur en 2021.

- Coupe d'Allemagne :
  - Finaliste en 2022.

- Supercoupe d'Allemagne (1) :
  - Vainqueur en 2021.
  - Finaliste en 2020.

en France
- Coupe de la WEVZA :
  - Finaliste en 2022 (it).

- Coupe de France :
  - Finaliste en 2023.

au Brésil
- Championnat sud-américain (1) : 
  - Vainqueur en 2024.

- Championnat du Brésil (1) :
  - Vainqueur en 2024.

- Coupe du Brésil :
  - Finaliste en 2024.

### Sélection nationale
- Coupe panaméricaine :
  - Finaliste en 2024.
  - 3e place en 2023.

- NORCECA Final Six féminin (1) :
  - Vainqueur en 2023 (it).